# Ana Júlia Carepa
Ana Júlia de Vasconcelos Carepa (Belém, 23 de dezembro de 1957) é uma arquiteta, bancária e política brasileira filiada ao Partido dos Trabalhadores (PT). Foi vereadora e vice-prefeita de Belém, deputada federal e senadora pelo Pará, e governadora do Pará.

## Biografia
Filha de Artur Sampaio Carepa e de Maria José de Vasconcelos Carepa, Ana Júlia Carepa nasceu em Belém do Pará em 23 de dezembro de 1957.
Formada em arquitetura pela Universidade Federal do Pará (1976-1980), em 1981 Ana Júlia começou a trabalhar no Banco do Brasil e tornou-se diretora do Instituto de Arquitetos do Brasil, departamento Pará (IAB-PA), onde permaneceu por dois anos. Nos anos de 1989 e 1992, participou do I e do III Congresso dos Funcionários do Banco do Brasil realizados nos municípios de Brasília e São Paulo, respectivamente, e, em 1991, foi eleita representante do Pará no Conselho Nacional dos Funcionários do Banco do Brasil.
Em dezembro de 2011, foi indicada para assumir o cargo de diretora administrativa na Brasilcap, banco que operava com títulos de capitalização e que tinha como sócio majoritário o Banco do Brasil Seguros e Participações. A nomeação para o cargo, para um mandato de três anos, foi aprovada pela Superintendência de Seguros Privados (SUSEP), autarquia ligada ao Ministério da Fazenda.
Além disso, Ana Júlia Carepa foi casada com Rômulo Pais, com quem teve um filho, e com Marcílio de Abreu Monteiro, ex-secretário gerente do IBAMA, com quem teve uma filha.

## Trajetória política
Filiada ao Partido dos Trabalhadores (PT) a partir de 1982, Ana Júlia Carepa concorreu ao seu primeiro cargo eletivo nas eleições municipais de Belém em 1992, ao candidatar-se ao cargo de vereadora. Logo após ser eleita, assumiu a liderança do PT na Câmara (1993) e passou a presidir a Comissão de Administração Pública (1993 a 1995).
Nas eleições estaduais no Pará em 1994, candidatou-se ao cargo de deputada federal pelo PT em coligação com o Partido Verde (PV) e o Partido Socialista dos Trabalhadores Unificado (PSTU). Alcançando a soma de 31 117 votos (o equivalente a 2,97% dos votos válidos), renunciou ao mandato na Câmara Municipal de Belém e tomou posse ao cargo em fevereiro do ano seguinte. Durante o mandato na Câmara dos Deputados do Brasil, integrou como titular a comissão especial sobre a irrigação da Ilha de Marajó (1995), e as comissões permanentes de Ciência e Tecnologia, de Comunicação e Informática (1995 e 1996) e de Fiscalização Financeira e Controle (1996).
Nas eleições municipais de 1996, concorreu ao cargo de vice-prefeita de Belém na chapa encabeçada por Edmilson Rodrigues, pela coligação Frente Belém Popular, composta pelo PT, PV, PSTU, Partido Comunista do Brasil (PCdoB), Partido Comunista Brasileiro (PCB), Partido Popular Socialista (PPS) e Partido Socialista Brasileiro (PSB). No primeiro turno das eleições, a chapa de Ana Júlia Carepa angariou 244 340 votos (o equivalente a 46,51% dos votos válidos) e seguiu para a disputa do segundo turno. Na segunda etapa das eleições, a chapa alcançou a soma de 291 184 votos (o equivalente a 57,47% dos votos válidos) e venceu o candidato do PDT, Ramiro Bentes.
Nas eleições estaduais de outubro de 1998, concorreu ao cargo de senadora do Pará pela coligação Frente do Povo, composta pelo PT, PCdoB, PCB e PSB. Embora tenha alcançado a soma de 567 308 votos (o equivalente a 34,27% dos votos válidos), foi derrotada por Luiz Otávio Campos do Partido Progressista Brasileiro (PPB).
Nas eleições de municipais de Belém em 2000, concorreu novamente ao cargo de vereadora pelo PT em coligação com o PCdoB e, alcançando a soma de 26.729 votos, foi eleita com a maior votação já registrada até então por um vereador no Estado do Pará.
Nas eleições estaduais no Pará em 2002, candidatou-se novamente ao cargo de senadora na legenda do PT e, angariando 1.097.061 votos (o equivalente a 23,17% dos votos válidos), conseguiu ser eleita. Ao longo do primeiro ano do mandato, integrou como titular a Subcomissão Temporária da Criança, do Adolescente e da Juventude (2003), e a Comissão Parlamentar de Inquérito (CPMI) do Banestado (2003), formada para averiguar as denúncias de remessa ilegal de dinheiro para o exterior através de contas abertas no Banco do Estado do Paraná (Banestado) em nome de laranjas e de empresas “offshore” e operadas por doleiros para encobrir a formação de caixa dois de empresários e recursos oriundos de corrupção política. Além disso, ainda no mesmo ano integrou a CPMI da Exploração Sexual (2003), formada para investigar casos de exploração sexual de crianças e adolescentes em todo o país.
Nas eleições municipais de Belém em 2004, concorreu ao cargo de prefeita, tendo como vice Avelina Hesketh, novamente pela coligação Frente Belém Popular, composta pelo PT, PL, PSB e PCdoB. Obteve 300.840 votos (o equivalente a 41,72% dos votos válidos), porém, foi derrotada pelo então senador Duciomar Costa, do PTB, que obteve 420.280 (o equivalente a 58,28% dos votos válidos).
Em fevereiro de 2005, passou a integrar a comissão que investigou o assassinato da missionária norte-americana Dorothy Stang, relacionado a conflitos de terra no Pará e que teve grande repercussão nacional e internacional. No mês seguinte, tornou-se membro titular da CPMI da Terra, instalada para realizar um amplo diagnóstico da questão fundiária no país e, em 2006, assumiu como titular a CPI dos Bingos.
Nas eleições estaduais no Pará em 2006, concorreu ao cargo de governadora do Estado na legenda do PT e pela coligação Frente Popular Muda Pará, composta pelo PT, PSB, PCdoB, Partido Republicano Brasileiro (PRB) e Partido Trabalhista Nacional (PTN). No primeiro turno das eleições, a chapa de Ana Júlia Carepa ficou na segunda colocação ao angariar 1 173 079 votos (o equivalente a 37,52% dos votos válidos), seguindo para a disputa do segundo turno. Já na segunda etapa das eleições, Carepa alcançou a soma de 1 673 648 votos (o equivalente a 54,93% dos votos válidos) e derrotou o candidato do PSDB, Almir Gabriel.
Nas eleições estaduais no Pará em 2010, concorreu à reeleição ao Governo do Estado na legenda do PT e pela coligação Coligação Frente Popular Acelera Pará, composta pelos partidos: PT, PDT, PTN, PSB, PV, PCdoB, Partido da República (PR), Partido Republicano Brasileiro (PRB), Partido Progressista (PP), Partido Trabalhista Brasileiro (PTB), Partido Social Cristão (PSC), Partido Humanista da Solidariedade (PHS), Partido Trabalhista Cristão (PTC) e Partido Trabalhista do Brasil (PTdoB). No primeiro turno das eleições, a chapa de Ana Júlia Carepa angariou 1 267 981 votos (o equivalente a 36,05% dos votos válidos) e seguiu para a disputa do segundo turno. Já na segunda etapa das eleições, Carepa alcançou a soma de 1 477 609 votos (o equivalente a 44,26% dos votos válidos) mas foi derrotada pelo candidato do PSDB, Simão Jatene.
Em outubro de 2017, Ana Júlia Carepa deixou o PT após 30 anos de militância no partido, e anunciou seu ingresso no PCdoB.
Já nas eleições estaduais no Pará em 2018, concorreu novamente ao cargo de deputada federal pelo PCdoB mas, angariando 54 058 votos, não conseguiu se eleger.

### Desempenho em eleições
| Ano  | Eleição            | Coligação                                                                                           | Partido | Candidata a      | Votos                                                          | %                                            | Resultado  |
| ---- | ------------------ | --------------------------------------------------------------------------------------------------- | ------- | ---------------- | -------------------------------------------------------------- | -------------------------------------------- | ---------- |
| 1992 | Municipal de Belém | Sem coligação                                                                                       | PT      | Vereadora        | —                                                              | —                                            | Eleita     |
| 1994 | Estadual no Pará   | PT, PV e PSTU                                                                                       | PT      | Deputada federal | 31 117                                                         | 2,97                                         | Eleita     |
| 1996 | Municipal de Belém | Frente Belém Popular (PT, PV, PSTU, PCdoB, PCB, PPS e PSB)                                          | PT      | Vice-prefeita    | 244 340 (1º - Primeiro turno) 291 184 (1º - Segundo turno)     | 46,51 (Primeiro turno) 57,47 (Segundo turno) | Eleita     |
| 1998 | Estadual no Pará   | PT, PCdoB, PCB e PSB                                                                                | PT      | Senadora         | 567 308                                                        | 34,27                                        | Não Eleita |
| 2000 | Municipal de Belém | PT e PCdoB                                                                                          | PT      | Vereadora        | 26 729                                                         | —                                            | Eleita     |
| 2002 | Estadual no Pará   | Sem coligação                                                                                       | PT      | Senadora         | 1 097 061                                                      | 23,17                                        | Eleita     |
| 2004 | Municipal de Belém | Frente Belem Popular (PT, PL, PSB e PCdoB)                                                          | PT      | Prefeita         | 238 305 (2º - Primeiro turno) 300 840 (1º - Segundo turno)     | 32,74 (Primeiro turno) 41,72 (Segundo turno) | Não Eleita |
| 2006 | Estadual no Pará   | Frente Popular Muda Pará (PT, PSB, PCdoB, PRB e PTN)                                                | PT      | Governadora      | 1 173 079 (2º - Primeiro turno) 1 673 648 (1º - Segundo turno) | 37,52 (Primeiro turno) 54,93 (Segundo turno) | Eleita     |
| 2010 | Estadual no Pará   | Frente Popular Acelera Pará (PT, PDT, PTN, PSB, PV, PCdoB, PR, PRB, PP, PTB, PSC, PHS, PTC e PTdoB) | PT      | Governadora      | 1 267 981 (2º - Primeiro turno) 1 477 609 (2º - Segundo turno) | 36,05 (Primeiro turno) 44,26 (Segundo turno) | Não Eleita |
| 2014 | Estadual no Pará   | Todos pelo Para II (PT e PMDB)                                                                      | PT      | Deputada Federal | 58 938                                                         | —                                            | Não Eleita |
| 2018 | Estadual no Pará   | Sem coligação                                                                                       | PCdoB   | Deputada Federal | 54 058                                                         | —                                            | Não Eleita |
| 2022 | Estadual no Pará   | Federação Brasil da Esperança (FE Brasil) (PT, PCdoB, PV)                                           | PT      | Deputada Federal | 48 662                                                         | —                                            | Suplente   |